# Annaphila astrologa
Annaphila astrologa är en fjärilsart som beskrevs av Barnes och Mcdunnough 1918. Annaphila astrologa ingår i släktet Annaphila och familjen nattflyn. Inga underarter finns listade i Catalogue of Life.